# 雙帶鱸
雙帶鱸（学名：Diploprion bifasciatum），又名雙帶黃鱸、皇帝魚、火燒腰、拆西仔、酸監仔、虱梅魚，为鮨科黃鱸屬下的一个种。

## 分布
本魚分布於印度洋－西太平洋區，包括澳洲、馬爾地夫、台灣、日本、新幾內亞等海域。

## 深度
水深10至100公尺。

## 特徵
本魚前鰓蓋有2列鋸齒，體披小櫛鱗，側線鱗孔數80至88枚；縱列鱗數100至110枚。臀鰭硬棘2枚，軟條12至13枚，腹鰭腹位，末端伸達臀鰭前緣；胸鰭短於後頭部呈圓形，中央之鰭條長於上下方之鰭條，尾鰭圓形，背鰭有硬棘8枚，軟條13至16枚，硬棘部長於軟條部。身體後半部為黃色；前半部為淡黃色，體側有2條暗灰色的寬橫帶，其中一條在頭部；另一條在身體中部。幼魚的背鰭第二及第三集特別延長。體長可達35公分。

## 生態
本魚白天多在礁區外圍的沙泥地上活動，當受到驚嚇時，身體會分泌出黏液，具皂泡效果，內含有毒的黑鱸素（Grammistin），所以在英文俗稱「肥皂魚」（Soapfish），以魚及甲殼類為食。

## 經濟利用
非食用魚，可飼養作為觀賞魚，但須單獨飼養。